# Касиновка (Каменский район)
Касиновка (укр. Касинівка) — село в Каменском районе Днепропетровской области Украины. До 19 июля 2020 года входило в состав Пятихатского района.
Код КОАТУУ — 1224581707. Население по переписи 2001 года составляло 231 человек.

## Географическое положение
Село Касиновка находится на расстоянии в 1,5 км от села Осыковатое и в 4,5 км от города Пятихатки.
Рядом проходит железная дорога, станции Платформа 79 км в 1-м км и Касиновка в 2-х км.